# Ondrej Šaling
Ondrej Šaling (* 10. prosince 1940) byl slovenský a československý politik Komunistické strany Slovenska a poslanec Sněmovny lidu Federálního shromáždění za normalizace.

## Biografie
K roku 1976 se profesně uvádí jako tajemník Ústředního výboru Socialistického svazu mládeže.
Ve volbách roku 1976 zasedl do Sněmovny lidu (volební obvod č. 200 – Vranov nad Topľou, Východoslovenský kraj). Ve Federálním shromáždění setrval do konce funkčního období, tedy do voleb roku 1981.
Jeho politická kariéra vyvrcholila na samém konci normalizačního období. 9. dubna 1988 byl kooptován za člena Ústředního výboru Komunistické strany Československa. V listopadu 1989 byl kandidátem a pak členem předsednictva ÚV KSČ, v listopadu 1989 zároveň působil na postu člena sekretariátu ÚV KSČ a tajemníka ÚV KSČ. V letech 1979–1989 se rovněž uvádí jako účastník zasedání Ústředního výboru Komunistické strany Slovenska.
Během sametové revoluce vedl společně s dalším představitelem mladší generace komunistických funkcionářů Vasilem Mohoritou vyjednávání s předáky Občanského fóra a Václavem Havlem.